# Skipper Badenhorst
Pour les articles homonymes, voir Badenhorst.
Pas d'image ? Cliquez ici

a Compétitions nationales et continentales officielles uniquement.

b Matchs officiels uniquement.
Dernière mise à jour le 15 juin 2018.
Rudolf Scheepers Badenhorst dit Skipper Badenhorst, né le 1er décembre 1978 à Oudtshoorn, est un joueur namibien de rugby à XV, jouant au poste de talonneur.

## Biographie
Skipper Badenhorst honore sa première cape internationale le 10 juin 2007  contre l'Argentine A. Il évolue en Afrique du Sud pour les Sharks en Super 14 et les Natal Sharks en Currie Cup.

## Statistiques en sélection nationale
- 3 sélections en équipe de Namibie
- Nombre de sélections par année : 3 en 2007
- Coupe du monde de rugby disputée : retenu dans le groupe pour la Coupe du monde 2007.